# Sotillo (Espagne)
Pour les articles homonymes, voir Sotillo.
Sotillo est une commune de la province de Ségovie dans la communauté autonome de Castille-et-León en Espagne.

## Sites et patrimoine
- Église de la Nativité
- Chapelle San Miguel y Santa Isabel en ruines

Église de la Nativité
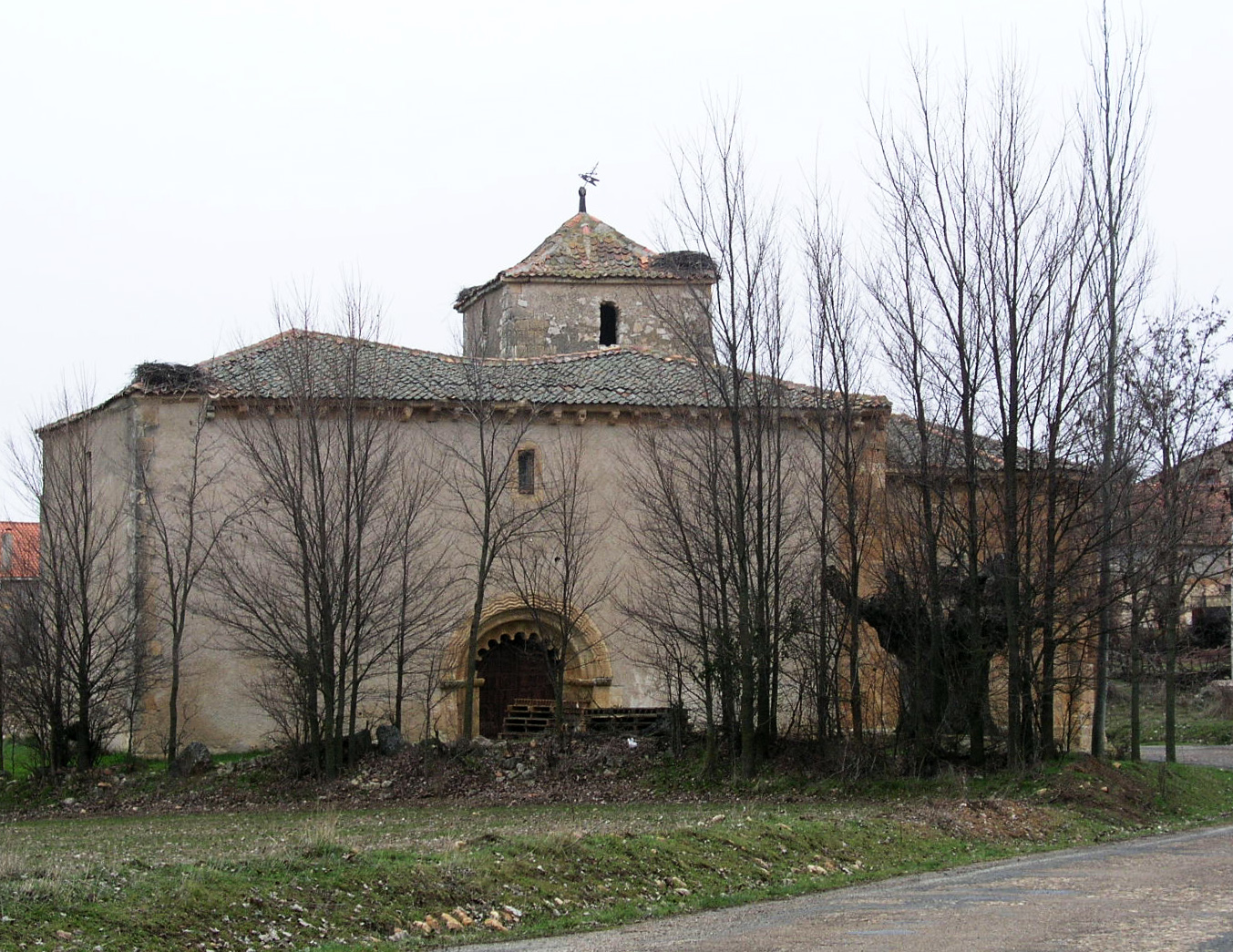
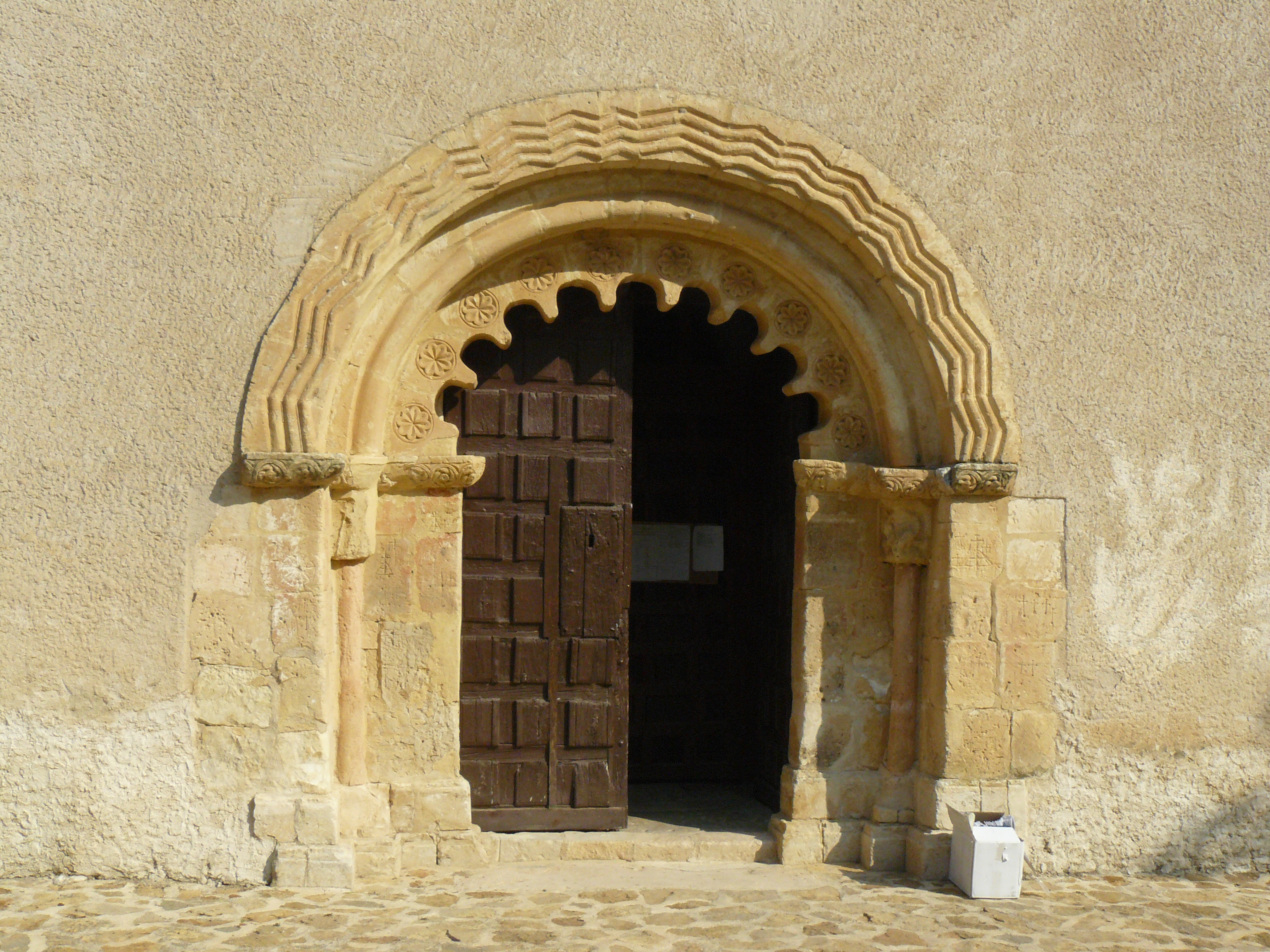
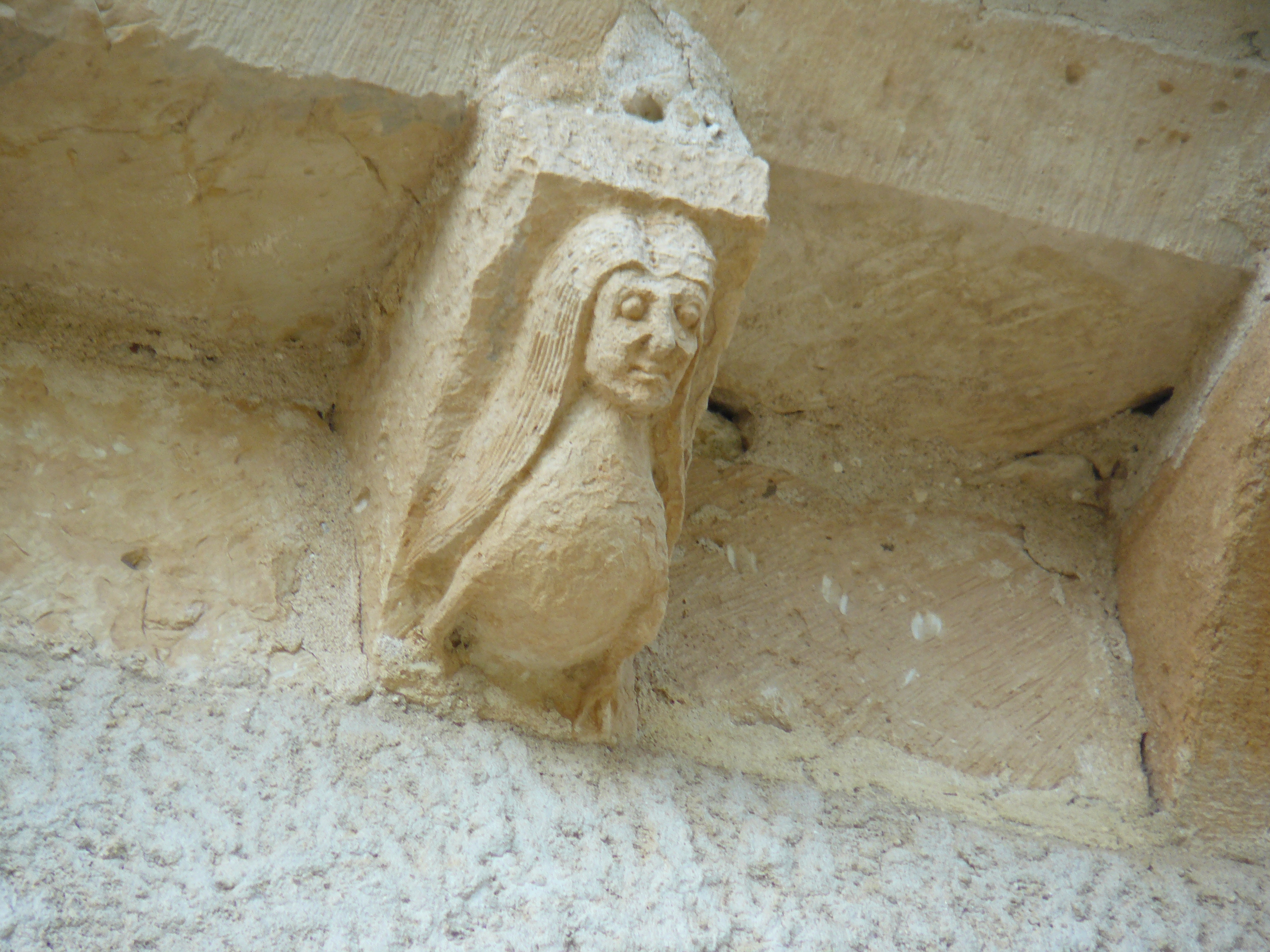
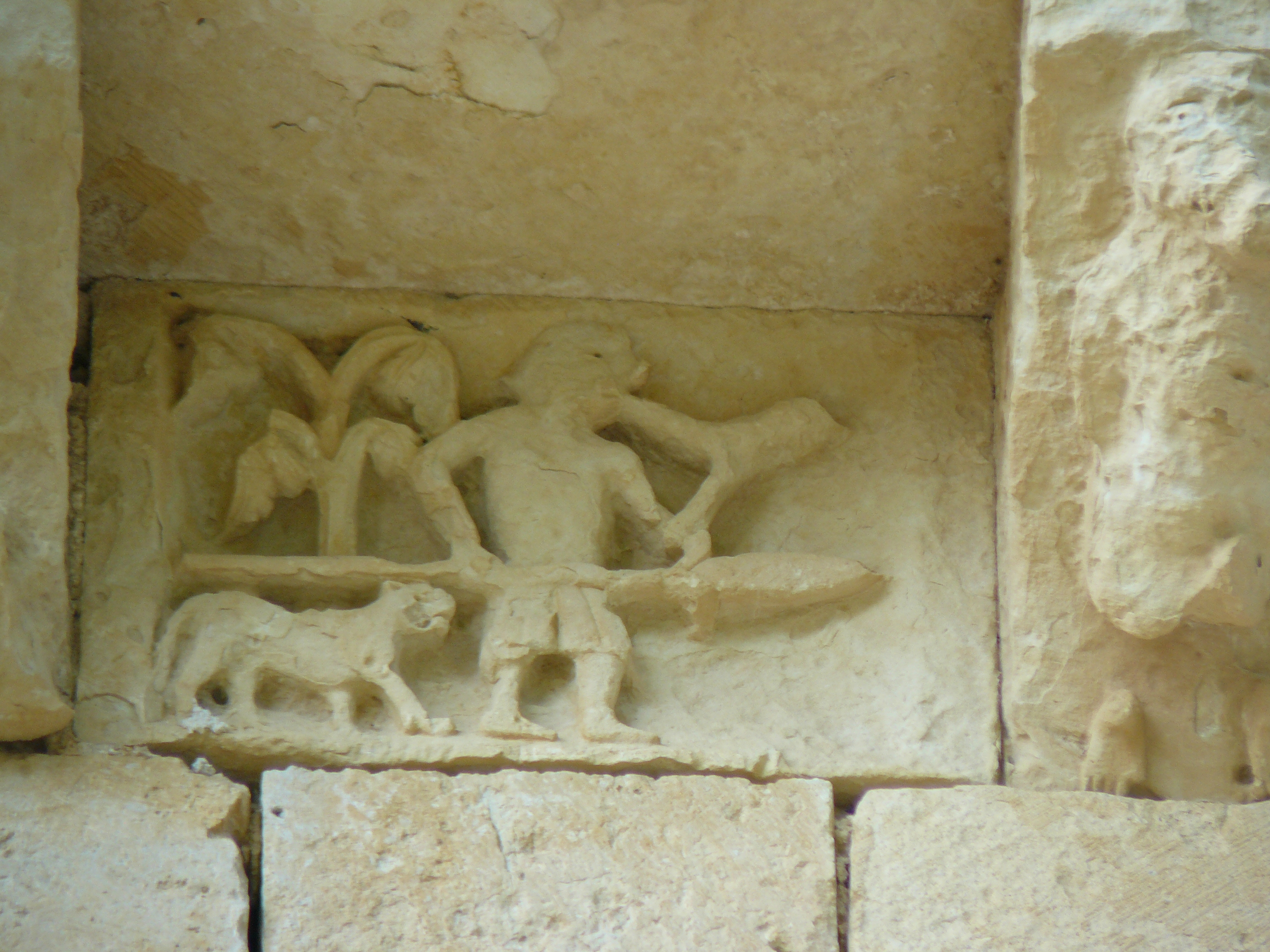